# كوراخ (روسيا)
كوراخ (الروسية: Курах, Lezgian: Кьурагь) هي قرية ريفية مأهولة ومركز إداري في مقاطعة كوراخسكي في جمهورية داغستان، روسيا. بلغ عدد سكانها حوالي 3,235 (إحصاء 2010)، و3142 (إحصاء 2002) و 2607 (إحصاء 1989).

## التاريخ
يميل معظم المؤرخين إلى الاعتقاد بأن مجموعة من اللاجئين البرابرة قدموا إلى المنطقة من مناطقهم المدمرة وأسسوا فيها سبع مواقع صغيرة بالقرب من قلعة خور، وسيرنيغيار ويورخفال وتشفاتار-كام وهيتشكين خور وتشورو-خور. ونظراً لقربهم من بعضهم البعض، توحدت مواقعهم الصغيرة هذه تدريجياً لتشكلّ كوراخ.

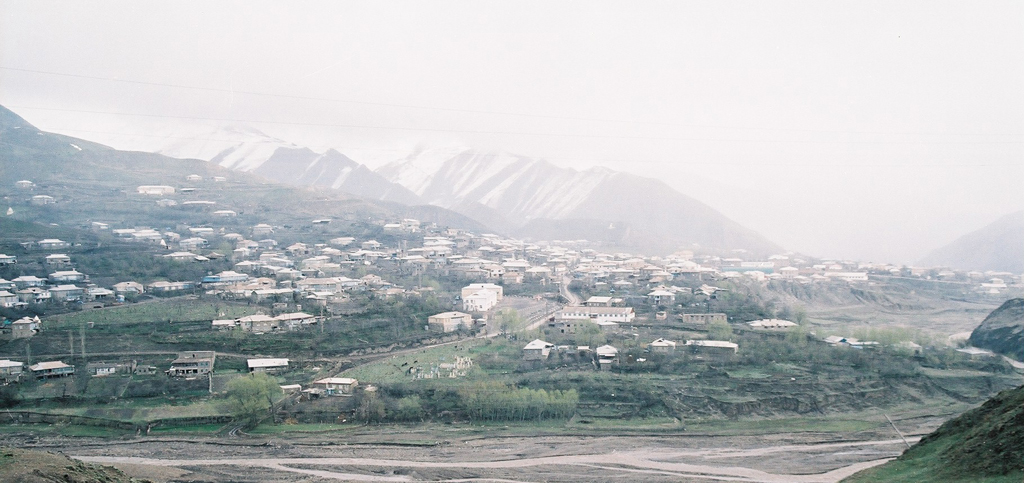
منظر بانورامي لقرية كوراخ

في القرن الرابع عشر، نما مجتمع كوراخ.
في عام 1256، تأسست دولة كوراخسكي المستقلة. وفي عام 1585، استولى القائد التركي جعفر باشا عليها بعد محاولات عديدة ودمّرها. حل المصير نفسه بالقرى المجاورة. بعد صراعٍ دام نصف قرن هزمت قوات شرفانشاه الكوراخيين وفرضت عليهم الأتاوة. عام 1734، استولت قوات نادر شاه على كوراخ.
في القرن التاسع عشر، استولت الإمبراطورية الروسية شمال القوقاز، وكانت كوراخ واحدة من المراكز المرجعية بالنسبة لروسيا في القوقاز. في 7 ديسمبر 1811، هزمت القوات الروسية قوات ليزغي في معركة بالقرب من قرية شيخيكينت واستولت على كوراخ. في عام 1812، دخلت القوات الروسية القرية بقيادة الجنرال خوتونتسوفا. أعلن أصلان بيك قائداً للقرية. وقد ترك له حامية عسكرية صغيرة في قرية خوتونتسوف لحمايته من غارات الشيرفانشاه. عام 1824 بني قبر جماعي لحوالي 39 شخصاً ممكن قتلوا أثناء محاولة القوات الروسية السيطرة على كوراخ عام 1812. بين عامي 1866 و1928، كانت كوراخ جزءاً من كورينسكي أوكروغ، حيث كانت حينها المنطقة المأهولة الوحيدة في مجتمع كوراسكي الريفي. عام 1886، بلغ عدد ساكني كوراخ حوالي 1867 نسمة.

## أعلام
- روسلان قربانوف